# 木央镇
木央镇，是中华人民共和国云南省文山壮族苗族自治州富宁县下辖的一个乡镇级行政单位。

## 行政区划
木央镇下辖以下地区：
木央村、木贵村、大坪村、木杠村、普阳村、木令村、上寨村、木树村、木思村、木寒村、木匠村、睦伦村、中寨村、寒洞村、下木树村、下者梅村、田坝村和木兄坪村。